# En cavale (film, 2015)
Pour les articles homonymes, voir Hot Pursuit et En cavale.
Pour plus de détails, voir Fiche technique et Distribution.
En cavale (Hot Pursuit), ou Sexy et en cavale au Québec, est un film américain réalisée par Anne Fletcher, sorti en 2015. Il est produit par Dana Fox, Reese Witherspoon et Bruna Papandrea.

## Synopsis
L'agent Cooper, flic crispée et sévère, tente de protéger un témoin fédéral, Daniella Riva, une veuve pleine de vie et extravertie d'un baron de la drogue. Dans une course à travers le Texas, elles se retrouvent pourchassées par des flics véreux et des meurtriers armés jusqu'aux dents. Cependant, leur plus grand obstacle sera de survivre à leur maladresse.

## Fiche technique
- Titre : En cavale
- Titre québécois : Sexy et en cavale
- Titre original : Hot Pursuit
- Scénariste : David Feeney, John Quaintance
- Musique : Christophe Beck
- Édité par : Priscilla Nedd-Friendly
- Production : New Line Cinema, Metro-Goldwyn-Mayer, Pacific Standard et Warner Bros.
- Pays d'origine :  États-Unis
- Distribué par : Warner Bros. Pictures
- Langues originales : anglais et espagnol
- Budget : 35 million$[1]
- Box office : 51,5 millions$[1]
- Durée  : 87 minutes
- Dates de sortie :
  - États-Unis : 8 mai 2015
  - France : 30 décembre 2015 (VàD)

## Distribution
- Reese Witherspoon (VFB : Marie Van R ; VQ : Aline Pinsonneault) : l'officier Rose Cooper
- Sofía Vergara (VFB : Ethel Houbiers ; VQ : Nathalie Coupal) : Mme Daniella Riva
- Robert Kazinsky (VFB : Marc Weiss ; VQ : Frédérik Zacharek) : Randy
- Matthew Del Negro (VFB : Michelangelo Marchese ; VQ : Frédéric Paquet) : l'inspecteur Hauser
- Michael Mosley (VFB : Sébastien Hébrant ; VQ : Kevin Houle) : l'inspecteur Dixon
- Richard T. Jones (VFB : Jean-Michel Vovk ; VQ : Patrick Chouinard) : US marshal Jackson
- Benny Nieves (VFB : Patrick Brüll) : Jesus
- Michael Ray Escamilla (VFB : Olivier Prémel) : Angel
- Joaquín Cosío (es) (VFB : Patrick Ringal ; VQ : Benoît Rousseau) : Vincente Cortez
- John Carroll Lynch (VFB : Michel Hinderyckx ; VQ : Thiéry Dubé) : le capitaine Emmett
- Jim Gaffigan (VQ : Bruno Marcil) : Red
- Mike Birbiglia (VFB : Antoni Lo Presti ; VQ : Philippe Martin) : Steve
- Vincent Laresca (VQ : Sébastien Dhavernas) : Felipe Riva
- David Jensen : Wayne
- Evaluna Montaner (VFB : Ludivine Deworst) : Teresa Cortez

Version française dirigée par Marie-Line Landerwijn au studio Dubbing Brothers (Belgique), d'après une adaptation des dialogues de Françoise Lévy. Version québécoise dirigée par Manuel Tadros au studio Technicolor Services Thomson, d'après une adaptation des dialogues de David Axelrad.
Source et légende : Version française (VF) d'après les crédits du doublage français et version québécoise (VQ) sur DoublageQuébec.